# Építészet

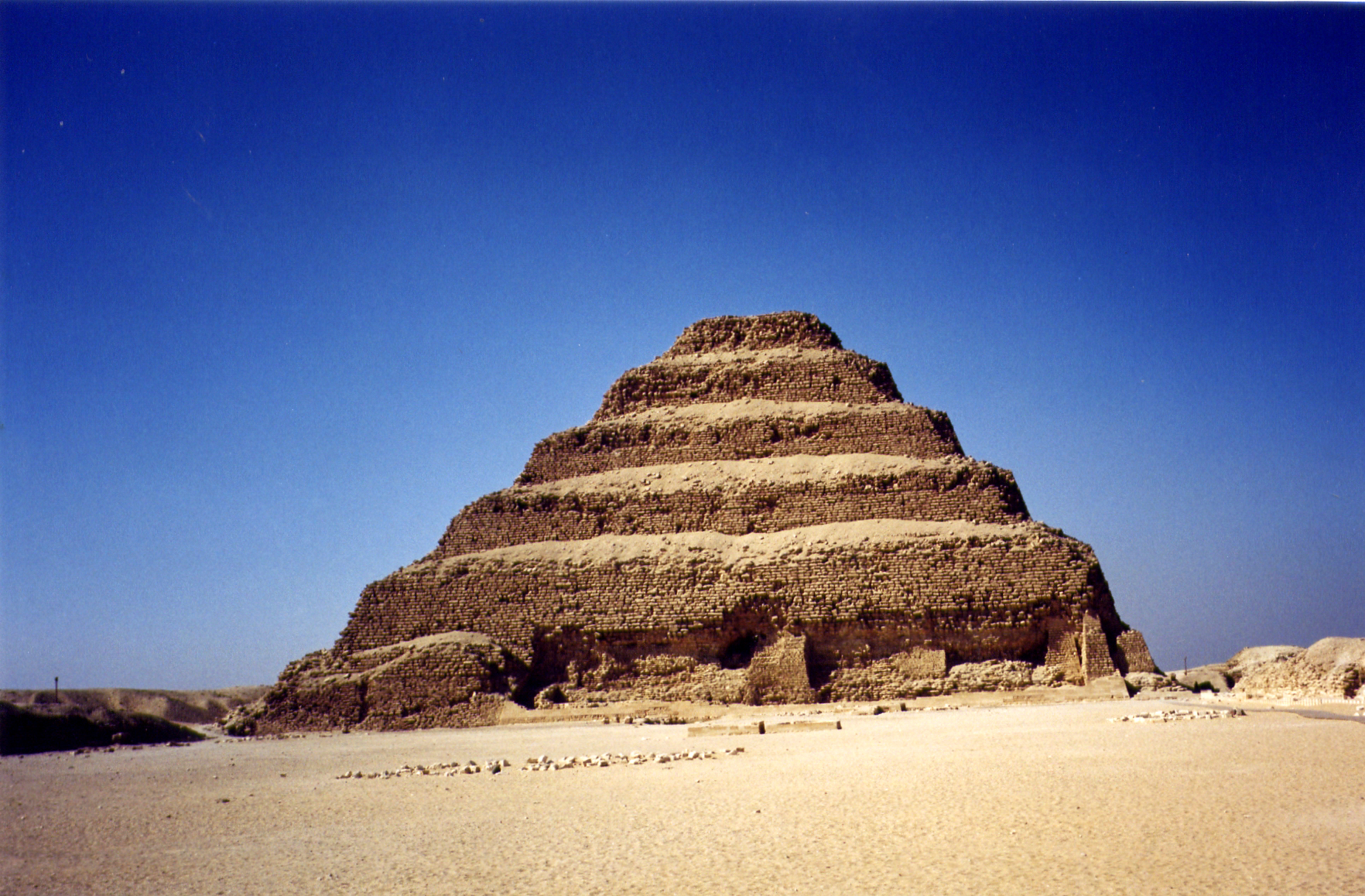
Dzsószer fáraó piramisa Szakkarában —— az első olyan épület, amelynek ismert az építésze: Imhotep

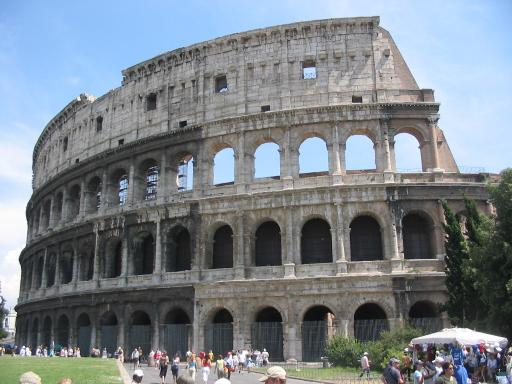
Ókori római építészet: a Colosseum

Építészet (latinul: architectura) olyan alkalmazott tudományos és művészeti szakterület, amely az épületek és építmények létrehozásával, tágabb értelemben az épített környezet kialakításával foglalkozik. Az emberi kultúra, az emberi tevékenység egyik legalapvetőbb megjelenési formájaként egyrészt alkalmazott művészet, másrészt mérnöki tudomány, technológiai diszciplína. Az embert körülvevő természeti környezet olyan, akaratlagos megváltoztatása, amelynek „erőszakossága” konstruktív.
Az építészet nem azonos építéssel. Egy egyszerű kerti árnyékszék létrehozása is építés, egy vasúti töltés is komoly mérnöki feladat, de a hagyományos értelmezés szerint ezek egyike sem építészet (ezt napjainkban egyre többen vitatják). Ezt a félreértést általában az „építőművészet” kifejezéssel oldják fel, amely a nevében a művészi igényű épít(őműv)ész tervező munkára utal.
Az épületek megépítésén kívül építészetnek nevezzük egyrészt a belső terek kialakítását (belsőépítészet), másrészt az épületek összhangjának megteremtését, illetve környezetük kialakítását a városi-, esetenként regionális léptékig (városépítészet, urbanisztika, tájépítészet).
Az építészek más szakmák művelőinél (például az orvosoknál) kevésbé szakosodnak.

## Funkcionális felosztása
A funkcionális felosztás alaprendszerét jogilag az építési törvény definiálja:
1. az építészet objektuma:
- földmű (tereptárgy), vagy
- építmény, ami lehet
  - épület (pl. valamilyen ház)
  - műtárgy (pl. híd, köztéri szobor vagy villanypózna).

Az építészeti tervezést alapvetően az épületek funkcionális típusai alapján osztják fel. Ezt az építési törvény úgynevezett övezeti besorolása rögzíti:
- lakóépületek

családi- és társasházak, bérlakások, nyugdíjasházak stb.
- középületek: szakrális-, igazgatási-, egészségügyi-, szociális-, oktatási-, kulturális- és sportintézmények,
- üzemi épületek termelő-, kereskedelmi-vendéglátó szolgáltatő épületek, raktárak, üzemi irodaházak, üzletek, bevásárlóközpontok, logisztikai központok.

Mindezek lehetnek:
- ipariés gazdasági,
- mezőgazdasági
- vagy vegyes használatú

épületek.
A fentiken túl vannak különleges rendeltetésű épületek is (pl. laktanya, repülőtér stb.)
A műemlékek megóvásával, helyreállításával a műemlékvédelem foglalkozik.

## Története
Az ember által épített környezet története több ezer éves; fontos pontjait és korszakait híres épületek (is) jelzik. Az építőművészet történetét neves építészek, irányzatok, iskolák és stíluskorszakok is tagolják (bár az igazán jelentős alkotások sokszor szétfeszítik az aktuális stílus kereteit, illetve nem illeszthetők be az adott alkotó korábbi munkáinak sorába).

### Építészettörténeti korszakok és stílusok, irányzatok
Az építészeti stílusokat és korszakaikat sokan és sokféleképpen tagolták olyannyira, hogy se a meghatározásuk, se az elnevezésük nem teljesen univerzális – már Angliában, illetve a tengerentúl is eltér a kontinentális gyakorlattól. A magyar gyakorlatban és építész-oktatásban (korántsem vitathatatlan módon) elkülönített stíluskorszak:
| - Őskori társadalmak építészete, - megalitikus építészet, - barlang-építészet - ősi társadalmak építészete, - ókori társadalmak építészete - Közel-Kelet antik építészete, - Távol-Kelet antik építészete, - újvilágok antik építészete, - antik görög építészet, - antik római építészet, - a középkor építészete - ókeresztény építészet - népvándorláskori építészet - bizánci építészet - arab-iszlám építészet - romanika építészete - gótika építészete - az újkor építészete - reneszánsz építészet - barokk építészet - klasszicizáló késő barokk - rokokó - copf stílus - klasszicista építészet - romantika építészete - historizmus - neostílusok - Beaux-Arts - az ipari társadalmak építészete - arts és crafts építészet - szecessziós építészet - népies stílusú építészet - modern építészet (modernizmus) - organikus építészet - Bauhaus (formalista, konstruktivista, funkcionalista) - de Stijl stb. - Art déco - posztmodern építészeti irányzatok |

A 21. századnak nincs egységes építészeti korstílusa, sőt igazi építészeti stílusok is nehezen különíthetők el. Az egyes stíluskorszakokat elemezve megállapítható, hogy a korszakváltásaikat — a mindenkori esztétikai-művészi szemlélet mellett — technikai-technológiai újítások is serkentették. Napjainkban, amikor a tudományos, technikai és technológiai fejlettség hihetetlen változatosságot kínál, az alkotók szubjektív intuícióit esetenként csak piaci divatirányzatok befolyásolják.
„Modern” építészetnek a 20. század első felének stílusai közül a Bauhaus-irányzatokat szokás tekinteni. Mélyebb és átfogóbb értelemben azonban a modernségen a mindenkori társadalmi-, technikai- és technológiai igényekkel és adottságokkal összhangban levő, vagy annak fejlődési irányába ható törekvéseket értjük. Ennek alapján értékelünk számtalan olyan alkotót, akik életművében stílusváltásokat és -visszaváltásokat is találunk.
Ezen felsoroláson kívül van a népi építészet, ami egyrészt a mindenkori alapvető funkcióigényekhez igazodik, másrészt a népi gyakorlat alapvetően konzervatív jellege miatt a legfőbb hagyományőrző eszköznek és tárháznak bizonyul.

### Magyarország
- Magyar népi építészet
- Román stílus  ·  Gótika  ·  Reneszánsz  ·  Török-iszlám  ·  Barokk  ·  Klasszicista  ·  Romantikus  ·  Historizáló  ·  Szecessziós  ·  20. század első fele  ·  Népies

## Szakrális építészet
- Iszlám építészet
- Keresztény templomépítészet
- Buddhista építészet
- Hindu templomépítészet

## Földrajzilag

### Magyarország
- Magyarország építészete
- Kategória:Magyarország építészete stílusok szerint

### Erdély
- Székelyföld építészete
- Kalotaszeg népi építészete

### Európa
- Franciaország építészete
- Finnország építészete
- Lengyelország építészete
- Svájc művészete#Építészet

### Ázsia
- Törökország építészete
- India képzőművészete és építészete
- Japán építészete

## Építészetelmélet
Az építészelmélet az épületek, épületegyüttesek és települések létrehozására összegyűlt ismeretanyag. (Hajnóczi Gyula)
Az építészet immateriális részeként közlésformája elsősorban írásos. Hozzá tartoznak még különféle (egyes korszakok törekvéseit, szellemiségét meghatározó) eszmék, ideológiák, továbbá rajzok, tervek, makettek stb.
Nehezen foglalható rendszerbe, mert a legkülönbözőbb helyeken bukkannak fel forrásai. Ezért az építészetelmélet összefoglalását mindössze néhány, fölöttébb eltérő szellemiségű és megközelítésű szerző kísérelte meg.
Az építészet értelmezése feltűnik egyrészt számos társtudományban:
- általános művészettörténet és művészetelmélet,
- esztétika,
- filozófia,
- szociológia,
- régészet,

másrészt a szépirodalomban is.
Az építészet ismeretanyaga rendkívül tágas és heterogén, természete kettős:
- a legtöbb esetben a fizikai környezet által meghatározott feltételek között működik; hatnak rá az épületszerkezet, az anyagtan, a statika diszciplínái.
- a kor szellemiségének, a közösség (a megrendelő) igényeinek, eszmei művészeti tendenciáinak lenyomata.

A gyakorlat „teóriája” (mechanika, épületszerkezetek) mindig megelőzi az alkotást, az építészetelmélet teóriája viszont akár követheti is azt.
Az építészet értelmezése nagyban függ az értelmező szakmájától (építész, művészettörténész, filozófus, szociológus stb.).
Az építészetelmélet a különböző korokban eltérő intenzitással volt jelen, a teoretizálás láncolata nem folytonos. Egyes korszakokban rengeteg az elméleti traktátus, másoknak csak az épületeit ismerjük, a hozzájuk kapcsolódó írásokat, visszhangokat nem. Jellemző, hogy egyes korszakokban mely témákat dolgoztak fel, melyek azok, amelyeket éppen csak említettek, melyekkel nem foglalkoztak és melyeket titkoltak el, netán tiltottak.
Vannak olyan, régebbi művek, amelyek a modern, sőt kortárs építészetre is erősen hatnak, míg más elmélete és fejtegetései elavultak, sőt egyesek már megírásuk pillanatában avíttak voltak.
Az építészetelmélet „fajtái”:
1. egy-egy kiragadott jelenséggel, részterülettel foglalkozó elméletek:
- építészeti képletekkel, formákkal (oszloprend, ornamentika stb.),
- elvont szerkesztési elvekkel (arány, szimmetria, téralakítás stb.),
- konkrét építészeti irányzatokkal (funkcionalizmus, regionalizmus stb.).

2. Az építészet „lényegét” kutató elméleti rendszerek. Értékük erősen függ az adott kor és a szerző értelmezésétől.
3. Enciklopédikus jellegű traktátusok, amelyek az összes, az építészetet meghatározó tényező felsorolását tűzik célul (első példája Vitruvius Tíz Könyve).

## Építészetkritika, építészeti sajtó
Az építészetkritika főleg szakkönyvekben, szakfolyóiratokban (lásd Építészeti folyóiratok listája) és egyéb sajtótermékekben jelenik meg. Kifejezetten építészeti témájú könyvek magyar kiadói: Vince, TERC.

## Híres építészek
- Építészek listája betűrendben
- Építészek listája korszakonként

Jelentős 20. századi építészek:
- Antoni Gaudí,
- Otto Wagner,
- Walter Gropius,
- Ludwig Mies van der Rohe,
- Frank Lloyd Wright,
- Alvar Aalto,
- Le Corbusier,
- Jørn Utzon,
- Tange Kenzó.

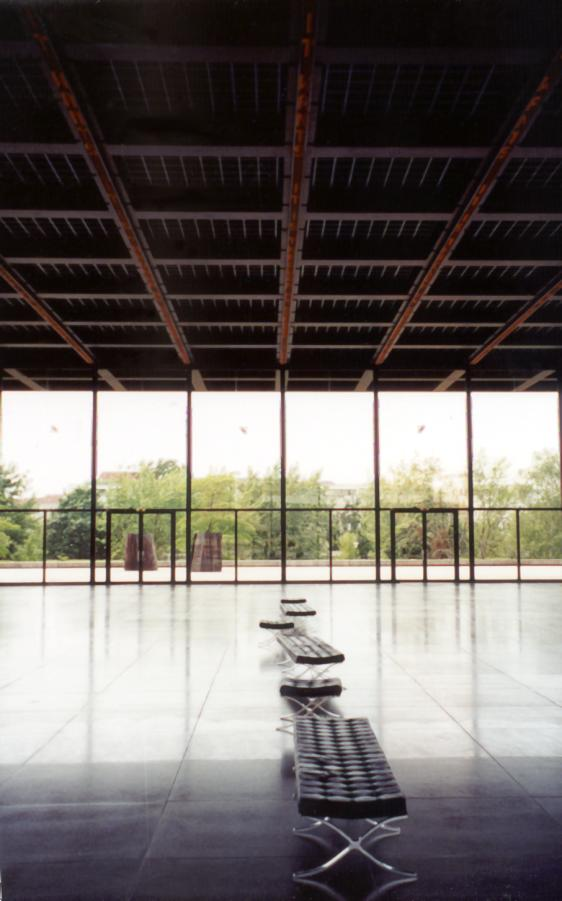
Ludwig Mies van der Rohe: Neue Nationalgalerie múzeum előtere (Berlin)

A kortárs építészek legrangosabb elismerése az 1979-ben alapított Pritzker-díj, amit olykor „építészeti Nobel-díjnak” is neveznek. A díjazottak a jelenkori építészet legkiemelkedőbb képviselői.

### Híres magyar építészek
- Alpár Ignác,
- Hajós Alfréd,
- Hauszmann Alajos,
- Hild József,
- Hugyecz László,
- Kós Károly,
- Lechner Ödön,
- Makovecz Imre,
- Molnár Farkas,
- Pecz Samu,
- Rimanóczy Gyula,
- Schulek Frigyes,
- Steindl Imre,
- Toroczkai Wigand/Wiegand Ede,
- Ybl Miklós
- Breuer Marcell (magyar származású)

21. századi magyar építészek:
- Bán Ferenc,
- Ekler Dezső,
- Csete György,
- Kévés György.

## Építész szervezetek és egyesületek

Kolozsvári banképület tükröződő ablakokkal

### Mai, illetve történelmi nemzetközi szervezetek
- Union Internationale des Architectes (UIA)
- International Council on Monuments and Sites
- CIAM
- CIRPAC
- Werkbund (Deutsches, Wiener)
- Bauhaus
- Prix Versailles

### Mai magyarországi szervezetek
- Kortárs Építészeti Központ (KÉK)
- Magyar Építőművészek Szövetsége (MÉSZ)
- Magyar Építész Kamara (és területi szervezetei) (MÉK)
- Magyar Urbanisztikai Társaság (MUT)
- Építéstudományi Egyesület (ÉTE)
- Europan Magyarország
- Építész Szakkollégium (ÉSZAK)
- BME Építész Klub Szakkollégium (ÉK)

## Építészeket képző felsőoktatási intézmények
- Budapesti Műszaki és Gazdaságtudományi Egyetem – Építészmérnöki Kar
- Moholy-Nagy Művészeti Egyetem
- Soproni Egyetem- Építésztervező szak
- Pécsi Tudományegyetem – Pollack Mihály Műszaki Kar
- Óbudai Egyetem – Ybl Miklós Építéstudományi Kar, Tájépítészeti és Településtervezési Kar